# کانگ ئه شیم
کانگ ئه شیم (کره‌ای: 강애심؛ زادهٔ ۲۸ فوریه ۱۹۶۳) بازیگر اهل کره جنوبی است. او به خاطر ایفای نقش در مجموعه تلویزیونی بازی مرکب شناخته می‌شود.

## فیلم‌شناسی

### فیلم
- نجیب‌زاده (۲۰۲۳)

### مجموعه تلویزیونی
- صدا ۲ (۲۰۱۸)
- نامه تولد (۲۰۱۹)
- ملودرام باش (۲۰۱۹)
- صدا ۳ (۲۰۱۹)
- دنیای زیبا (۲۰۱۹)
- به من بگو چه دیدی (۲۰۲۰)
- خاطرات یک دادستان (۲۰۲۰)
- وقتی کاملیا شکوفا می‌شود (۲۰۲۰)
- بد و دیوانه (۲۰۲۱)
- بازتابی از تو (۲۰۲۱)
- نقل مکان به بهشت (۲۰۲۱)
- نه متشکرم (۲۰۲۱)
- وکیل وو خارق‌العاده (۲۰۲۲)
- ملکه طلاق (۲۰۲۴)
- دنیای شگفت‌انگیز (۲۰۲۴)
- رک و راست (۲۰۲۴)
- کسب‌وکار شریف (۲۰۲۴)
- بازی مرکب ۲ (۲۰۲۴)